# Zimozel severní

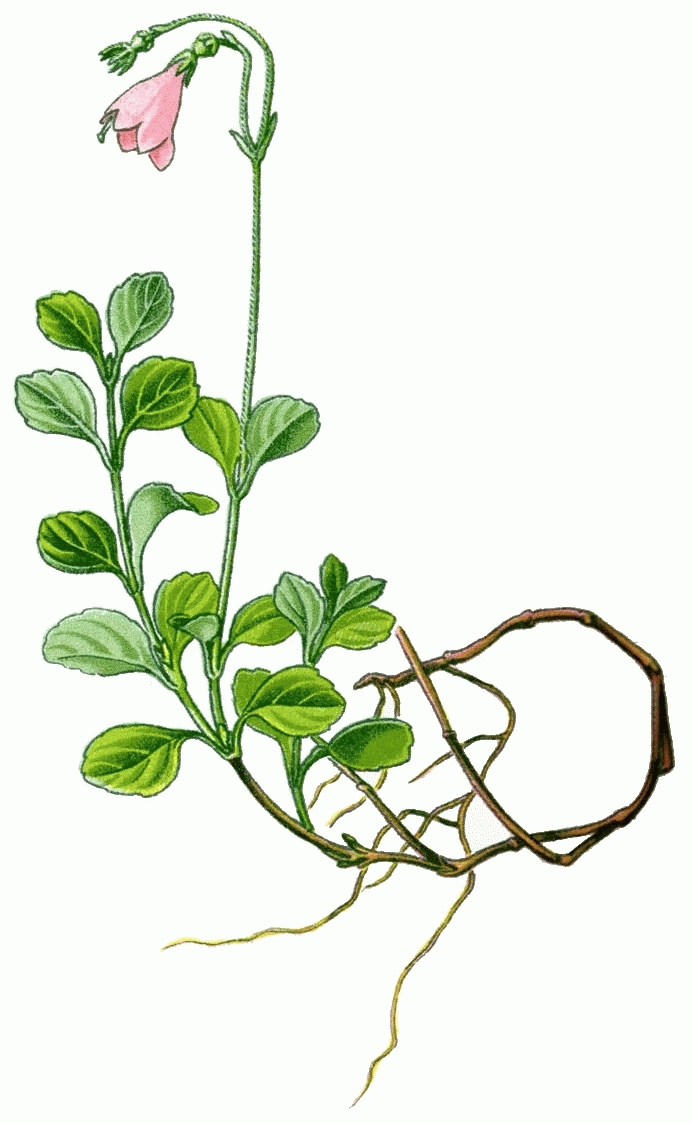
Ilustrace zimozelu z roku 1885

Zimozel severní (Linnaea borealis) je druh rostliny z čeledi zimolezovité a jediný druh rodu zimozel. Je to subtilní plazivý polokeř s drobnými vstřícnými listy a zvonkovitými, nícími, jen asi 1 cm dlouhými květy ve dvoukvětých květenstvích. Je rozšířen v arktickém a boreálním pásu severní polokoule, jižněji pak v horských oblastech. V České republice je považován za vyhynulý druh, na Slovensku byl znovunalezen v roce 2013. V horách Střední Evropy představuje významný glaciální relikt.

## Popis
Zimozel severní je stálezelený, plazivý polokeř s tenkými, vystoupavými větévkami, dorůstající výšky jen 5 až 10 cm. Plazivý stonek může dosáhnout délky až 4 metry a často v uzlinách koření. Listy má jednoduché, vstřícné, řapíkaté, 7 až 12 mm dlouhé a 6 až 10 mm široké, bez palistů. Čepele listů jsou lehce kožovité, okrouhlé až vejčité, s 1 až 3 zaoblenými zuby na každé straně. Listy jsou lysé až roztroušeně chlupaté (na rubu zejména na žilnatině), na líci tmavozelené, na rubu světle až namodrale zelené. Květy voní po vanilce, jsou drobné, skloněné, dlouze stopkaté, uspořádané nejčastěji ve dvoukvětých, dlouze stopkatých vidlanech, řidčeji je květenství jednokvěté nebo naopak složené z většího počtu květů.
Kalich je opadavý, složený z 5 lístků. Koruna je bílá až narůžovělá, nálevkovitá, asi 10 mm dlouhá, zakončená 5 laloky, téměř pravidelná, jen lehce dvoupyská. Tyčinky jsou 4, jsou dvoumocné a nevyčnívají z květů. Semeník je spodní, kulovitý. Obsahuje 3 komůrky, přičemž pouze v jedné z nich je jedno plodné vajíčko, zatímco v ostatních jsou vajíčka sterilní. Čnělka je nitkovitá, dlouhá, zakončená hlavatou, trojlaločnou bliznou. Kvete od června do srpna. Plodem je žlutě zbarvená, vejcovitá nažka obalená zvětšenými vytrvalými listenci.

## Etymologie
Rostlina byla pojmenována na počest švédského přírodovědce a zakladatele binomické nomenklatury Carla Linného, který je s ní vyobrazen na mnoha ilustracích.

## Rozšíření
Zimozel je druh s rozsáhlým obtočnovým areálem výskytu. Je rozšířen v chladných a horských oblastech Evropy, Asie i Severní Ameriky. V rámci Evropy je souvislý areál v arktických a boreálních oblastech severských zemí od Skandinávie po severní Rusko, kde je v některých oblastech běžnou rostlinou. Izolované výskyty jsou v Alpách, Karpatech, Skotsku, Bělorusku a na Kavkaze, kde roste zejména v montánním a subalpínském stupni. Chybí v některých středomořských zemích (Španělsko, Balkán, Řecko), v Maďarsku, Irsku, Belgii a na Islandu.
V Severní Americe je souvisle rozšířen v pásmu boreálních lesů. Na jih zasahuje až po Appalačské pohoří na východě a Skalisté hory na západě.
Zimozel je svým výskytem vázaný na kyselé, humózní, živinami chudé půdy. Rostlina má nízkou konkurenční schopnost a v evropských horách často obsazuje balvany či kmeny odumřelých stromů s vrstvou humusu.

### Výskyt v Česku
V Česku se zimozel vyskytoval v Krkonoších a Jizerských horách, nejisté údaje pocházejí i z některých jiných oblastí. Nálezy z Jizerských hor pocházejí z 19. století, z Krkonoš je udáván z oblasti Kozích hřbetů i z 20. století. V současné době je považován za druh v ČR vyhynulý.

### Výskyt na Slovensku
Na Slovensku byl zimozel poprvé doložen v roce 1868 z Vysokých Tater. Ve 20. století byl naposledy nalezen v roce 1957 v Bielovodskej doline. Později byl považován za druh na Slovensku vyhynulý. Další nález pochází z roku 2001. Jednalo se o nepatrnou populaci na okraji vrchoviště ve Slepém plesu, rostliny po 3 letech zanikly a jsou považovány za vysazené. Výskyt na Slovensku se podařilo ověřit v roce 2013, kdy byla při mapování pralesovitých porostů nalezena vitální populace v Bielovodskej doline. Roste zde v podrostu řídkého smrkového lesa s příměsí borovice limby a jeřábu. Lokalita je chladná a vlhká, se žulovými balvanisky pokrytými mechem a množstvím odumřelého dřeva.

## Taxonomie
Výsledky molekulárních studií ukázaly, že podčeleď Linnaeoideae v klasickém pojetí nepředstavuje monofyletickou skupinu, neboť rod Abelia se ukázal jako polyfyletický. Část druhů tohoto rodu proto byla přesunuta do rodu Zabelia, který je blízce příbuznou větví podčeledi Morinoideae. Rod Abelia však ani v tomto novém pojetí není monofyletický, neboť se skládá ze 3 vývojových větví promísených s větvemi ostatních rodů Linnaeoideae. Taxonomické řešení této otázky není dosud sjednocené. Ve studii z roku 2013 byly všechny rody podčeledi Linnaeoideae (Linnaea, Kolkwitzia, Dipelta) vřazeny do rodu Linnaea, který tak byl rozšířen na celkem 16 druhů. Ve studii z roku 2015 bylo přijato jiné řešení, rody podčeledi Linnaeoideae jsou ponechány jako samostatné a od rodu Abelia jsou navíc odděleny samostatné rody Diabelia a Vesalea. Toto řešení vyžaduje menší změny taxonomie a postupně převládlo.
Sesterskou větví rodu Linnaea je dle výsledků fylogenetických studií rod Dipelta.

## Význam
Zimozel severní představuje ve středoevropských horách významný glaciální relikt. Je zřídka pěstován na skalkách jako botanická zajímavost a sbírková rostlina. Daří se mu v humózní, kyselé, vlhké půdě. Nejlépe roste na mechatém stanovišti v polostínu pod jehličnatými dřevinami či břízami. V zimě je vhodný kryt. Množí se dělením nebo řízkováním mladých výhonů.